# Ergo Arena

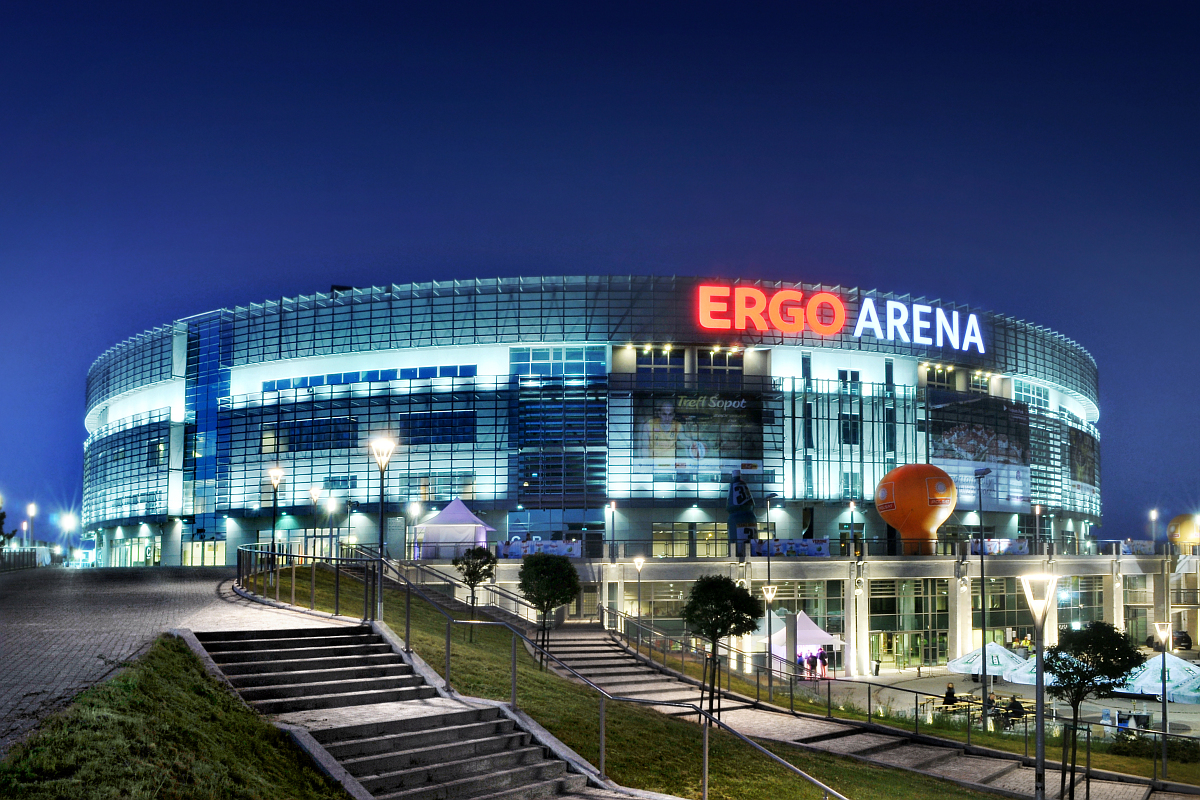
Ergo Arena

Ergo Arena (Hala Gdańsk-Sopot, em polonês) é uma arena multi-uso inaugurada em 2010 na Polônia. A fronteira entre duas cidades - Sopot e Gdańsk - atravessa bem no meio do salão. A arena tem capacidade para 11.409 pessoas, para eventos esportivos, e de até 15.000, com lugares em pé, para concertos musicais.[carece de fontes?]
Em 26 de novembro de 2010, Lady Gaga realizou durante sua turnê The Monster Ball a abertura oficial da arena para mais de 12.000 pessoas. Foi o primeiro grande evento a ocorrer no local.
Entre os eventos esportivos, a fase final da Liga Mundial de Voleibol de 2011 foi disputada na arena, que foi uma das sedes do Campeonato Europeu de 2013 e o Campeonato Mundial de 2014.